# Via Capo delle Volte
Via Capo delle Volte a Ferrara è una via che ha origini medievali. Con via delle Volte e via Coperta costituisce un asse viario nato nelle prime fasi della fondazione della città lineare estense, prima della sua espansione con le varie addizioni, la più nota delle quali fu l'Addizione Erculea. Tra i monumenti più significativi che vi si affacciano c'è la torre dei Leuti

## Storia

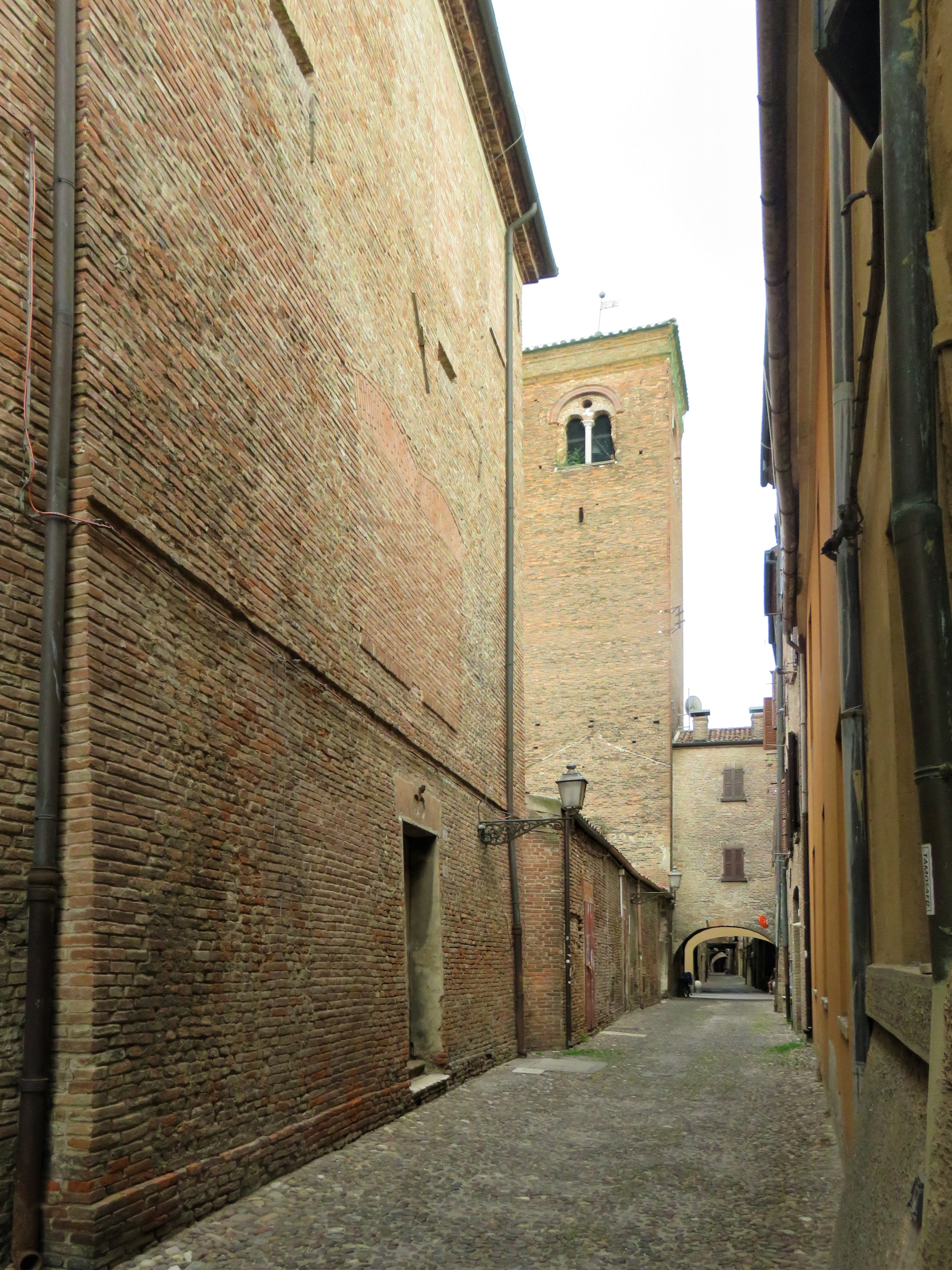
il primo tratto di via Capo delle Volte partendo da corso Porta Reno con la mole della torre dei Leuti.

L'importanza della via fu molto maggiore per tutto il periodo medievale di formazione della struttura cittadina sino alla devoluzione di Ferrara allo Stato Pontificio, e fin quasi al XVII secolo mantenne la sua impostazione originaria. La sua vicinanza alla grande via Ripagrande la rese il luogo adatto per insediarvi le attività di supporto alle attività commerciali legate alla presenza in quel momento storico del Po che era perfettamente navigabile e ricco di traffici. Vi furono tuttavia due importanti avvenimenti che iniziarono a mutarne l'aspetto e la funzione, il grande terremoto di Ferrara del 1570 e la rotta del Po del 1581. In particolare la piena e la rotta del grande fiume determinarono il lento interramento della via d'acqua e la conseguente perdita dell'importanza economica per le attività che vi erano collegate.
Sulla via, come del resto altrove in città, esistevano altre torri simili a quella dei Leuti che poi rimase l'unica superstite.
Sino al 1913 al suo imbocco da corso Porta Reno era chiusa da un pesante cancello in ferro, e la zona corrispondeva ad una delle vecchie uscite delle carceri di San Paolo, già parte del convento di San Paolo.

### Origini del nome
Il nome, esattamente come per via delle Volte, le viene dalle sue volte. Questa cioè in passato era una via dotata di molti volti che ne coprivano in parte il percorso sottostante anche se in tempi recenti ne sono rimasti solo tre.

## Descrizione
La via inizia sul lato occidentale di corso Porta Reno e termina nell'antica piazza d'armi, poi divenuta corso Isonzo. In tempi recenti la rotatoria di corso Isonzo è stata dedicata alla memoria delle vittime dei massacri delle foibe avvenuti nella seconda guerra mondiale e nell'immediato dopoguerra,  tra il 1943 ed il 1945.
Per chi si deve recare a piedi nelle zone interessate in un percorso est-ovest o viceversa può essere una valida alternativa alla parallela via Ripagrande essendo area a traffico limitato.

## Luoghi d'interesse

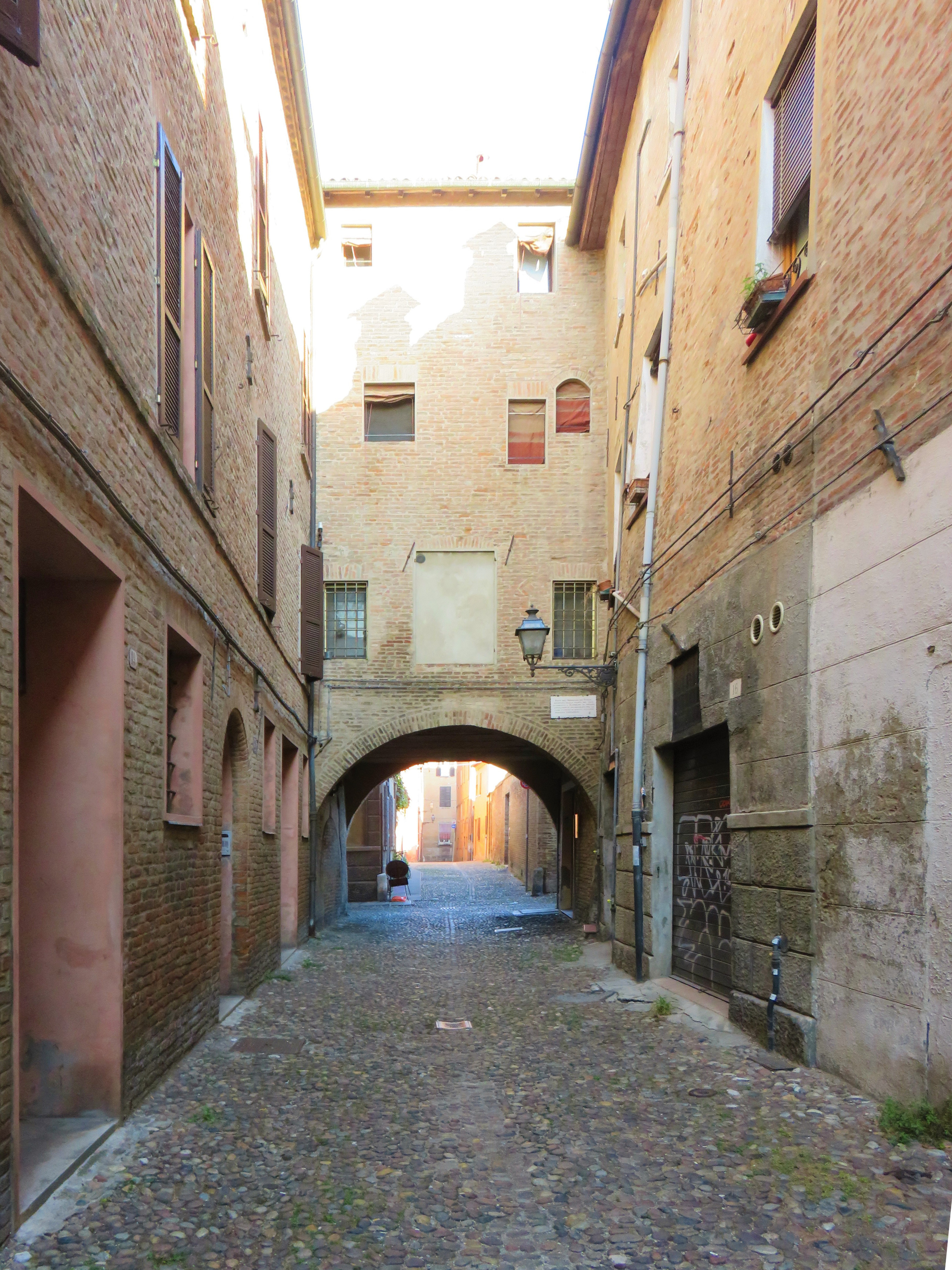
Volto della torre del Turco.

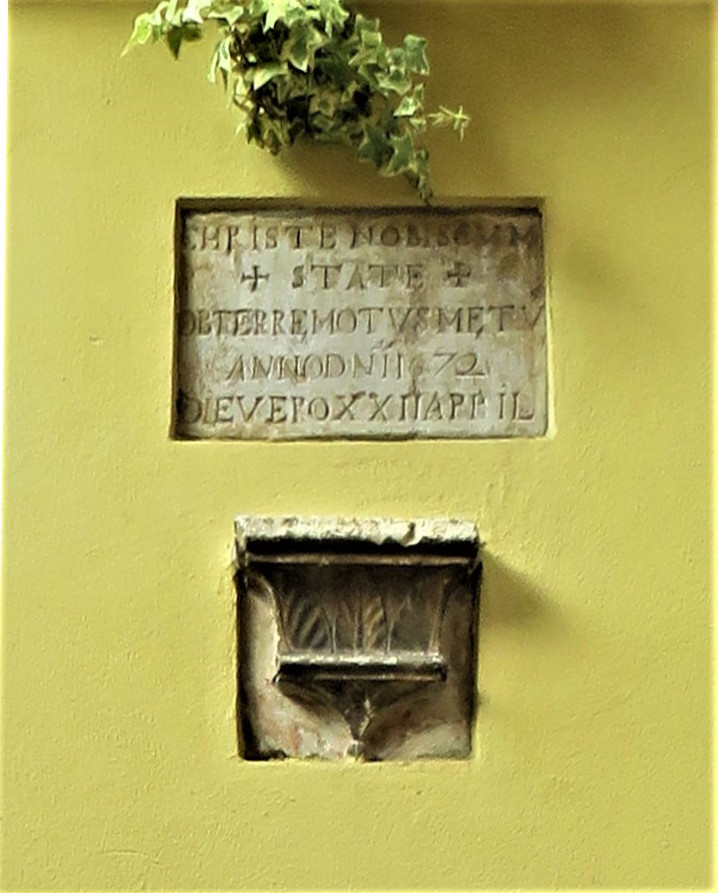
Epigrafe con invocazione a Cristo sulla facciata della casa al civico 48.

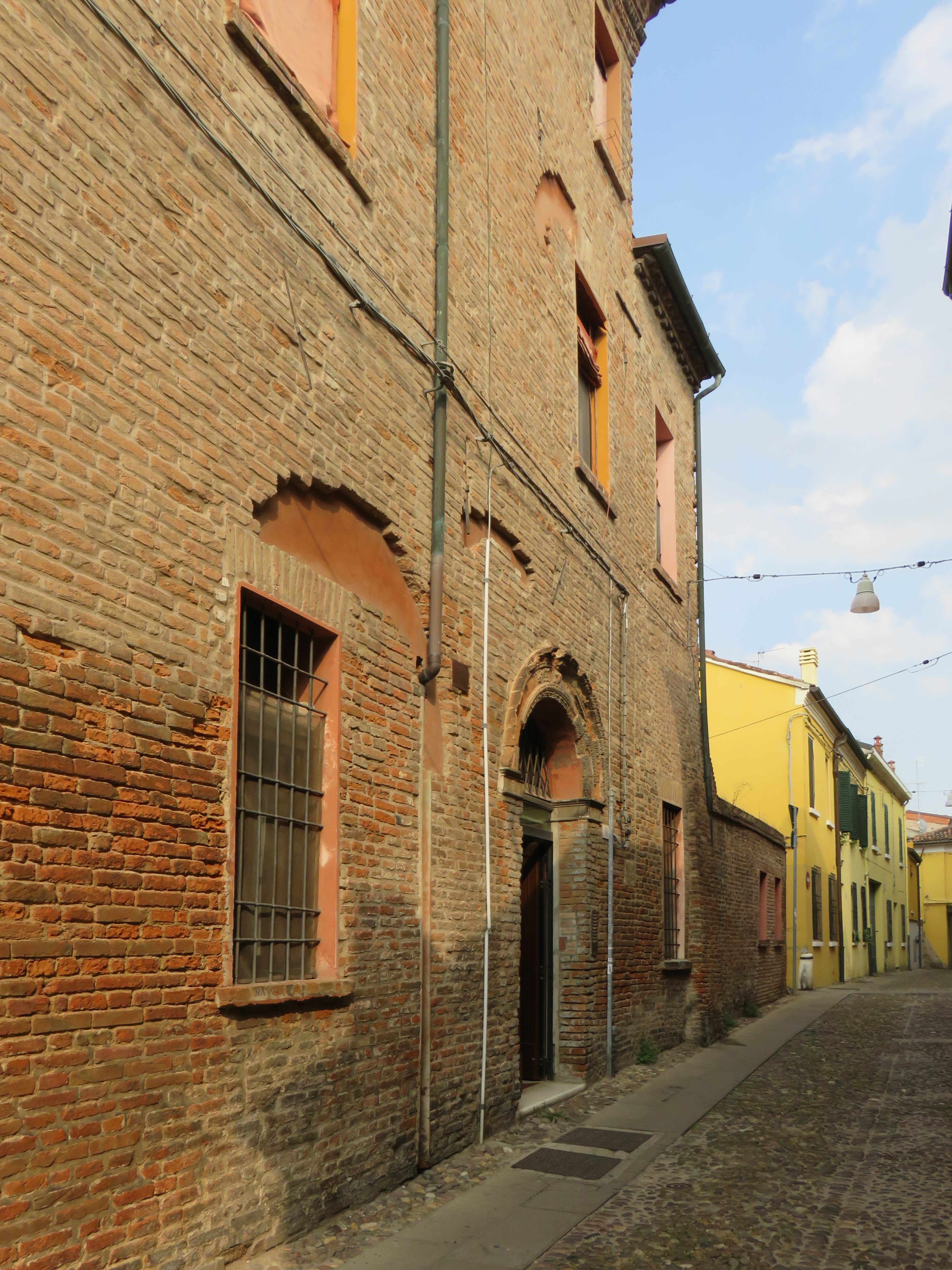
Palazzo al civico 50.

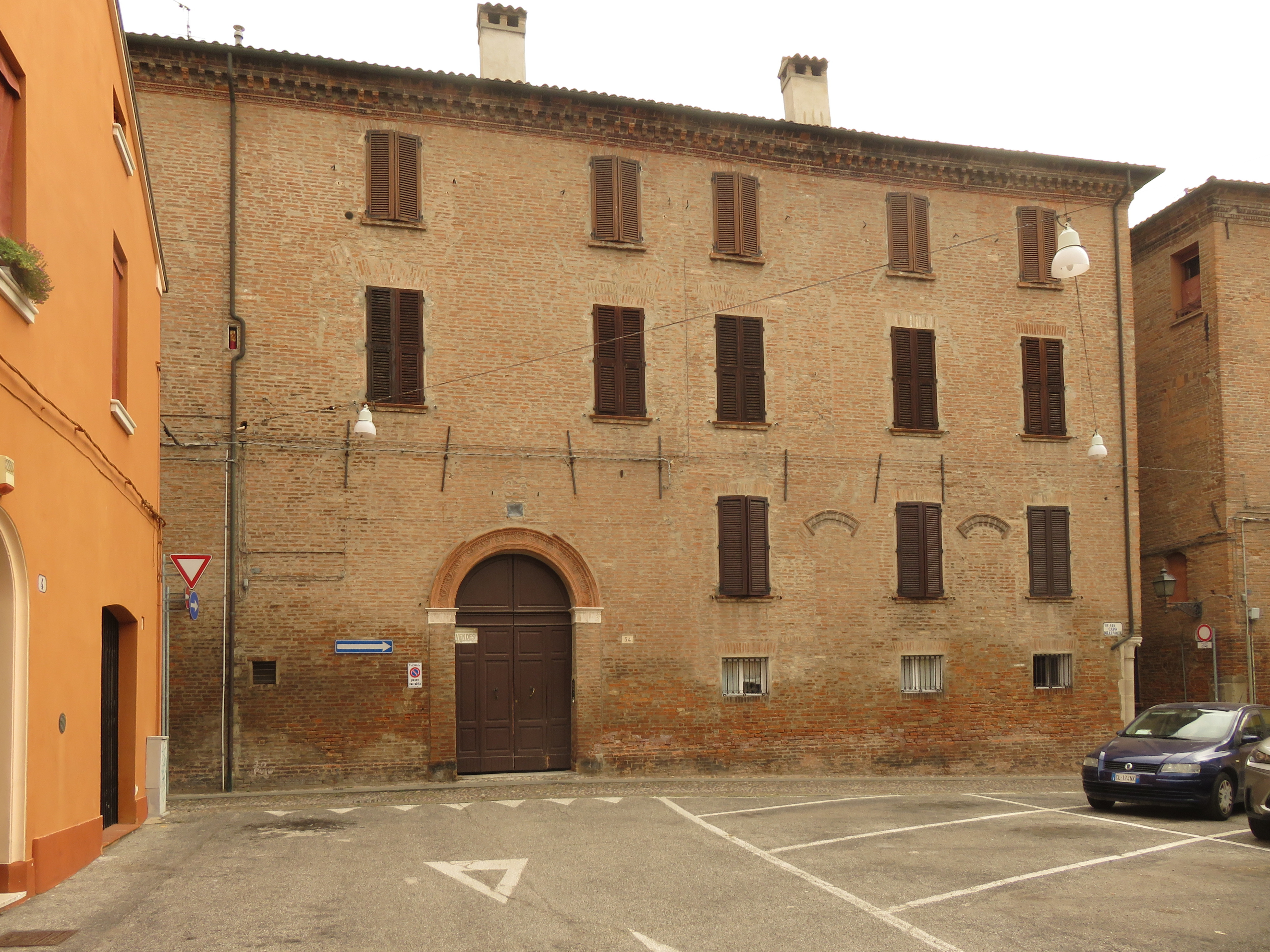
Palazzo al civico 54.

- Torre dei Leuti. La torre venne edificata attorno al IX secolo e rappresenta quindi uno degli edifici più antichi della città. Il marchese Leonello d'Este nel 1442 la confiscò alla nobile famiglia dei Leuti con proprio decreto e ne fece dono ai frati della vicina chiesa di San Paolo perché divenisse campanile del luogo di culto. Rimane l'unica torre ancora esistente fra le trentadue presenti in città nel XII secolo.[6]
- Volto di accesso a via delle Volte posto esattamente di fronte al volto di via Capo delle Volte, in Corso Porta Reno è uno dei pochi volti residui rimasti sulla via.
- Volto all'angolo con via del Turco e resti dell'antica dimora della famiglia Turco (o Del Turco). Risale al XIV secolo ed è attribuito a Bartolino da Novara, l'architetto che a partire dal 1385 aveva progettato e costruito in pochi anni e su incarico di Niccolò II d'Este il Castello Estense.
- Volto all'angolo con via Croce Bianca.
- Sito, all'angolo con via Centoversuri, dove un tempo esisteva una delle trentadue torri citate storicamente come esistenti attorno al XII secolo e delle quali rimane solo la torre dei Leuti.
- Casa al numero civico 48. Sulla porta è presente un'epigrafe che, in caratteri latini, manda un'invocazione a Cristo per la protezione contro il terremoto che spesso colpiva quelle zone. Nel 1624 un fortissimo terremoto aveva duramente colpito la zona di Argenta portandovi una distruzione quasi totale mentre esattamente nel 1672 l'area più vicina colpita fu quella di Rimini.  Il testo dell'epigrafe che si può ancora leggere è: "CHRISTE NOBISCVM STATE OB TERREMOTVS METV ANNO DNI 1672 DIE VERO XXII APRIL."[7]
- Casa al numero civico 50. Una tradizione popolare vuole che questa abitazione fosse utilizzata sia come domicilio occasionale sia per incontri e colloqui segreti da Lucrezia Borgia quando voleva che la corte estense rimanesse estranea.
- Casa al numero civico 54. Palazzo signorile di dimensioni importanti e caratterizzato da un portale con arco a tutto sesto in laterizio ferrarese con cornucopie beneauguranti ornamentali.